# Улица Џона Кенедија
| Улица Џона Кенедија | Улица Џона Кенедија  |
| ------------------- | -------------------- |
|                     |                      |
| Општина             | Нови Београд, Земун  |
| Почетак             | Булевар Николе Тесле |
| Крај                | Тошин бунар          |
| Дужина              | 1.453 m              |
|                     |                      |
|                     |                      |
| Улица Џона Кенедија |                      |

Улица Џона Кенедија се налази на Новом Београду, а део улице (од Булевара Михајла Пупина ка Дунаву) припада општини Земун. 

## Траса улице
Простире се од Булевара Николе Тесле до улице Тошин бунар, дужином од 1.453 метра. Улица пролази кроз блок 7а, затим представља границу између блокова 7, 8 и 8а, као и 9а и 9б. Међутим, својим бочним крацима залази у ове блокове, највише у блок 9а.

## Име улице
Улица је добила име по америчком председнику Џону Кенедију (1917—1963). Тридесет пети председник САД рођен је у Бруклину, Масачусетс, као друго од деветоро деце у ирској католичкој породици. Школовао се на Универзитетима Принстон и Харвард, почетком Другог светског рата прикључио се војсци и изашао са чином поручника и орденом за храброст. На председничку дужност ступио је у јануару 1961, убијен је 22. новембра 1963. у Даласу. Написао је књигу „Узори храбрости” за коју је добио Пулицерову награду.

## Значајни објекти
У улици Џона Кенедија се налазе многобројни објекти разноврсног садржаја: Удружење музичких и балетских педагога Србије, Поликлиника Београд, Дечји вртић Мега Кидс, Хотел Contact, Бензинска пумпа Лукоил, адвокатске канцеларије, услужне делатонсти, продавнице, ресторани.